# Gaál Károly (néprajzkutató)
Gaál Károly (Budapest, 1922. április 23. – Bécs?, 2007. május 19.) néprajzkutató, múzeumigazgató.

## Élete
1943-ban a KALOT központi titkára, majd 1944–től 1945-ig fogolytáborban raboskodott Németországban.
1946-ban végzett a Pázmány Péter Tudományegyetemen, majd a budapesti Egyetemi Néprajzi Intézetben dolgozott. 1947-ben Kecskemétre, később Kiskunfélegyházára telepítették ki. 1952-től 1956-ig a keszthelyi Balatoni Múzeumot vezette.
Az 1956-os forradalomban való részvétele miatt Ausztriába kellett menekülnie. Kutatási megbízásokat vállalt Innsbruckban, Münchenben és Svédországban.
1962 és 1964 között monografikus kutatásokat végzett. 1964-től a Bécsi Egyetem Néprajzi Intézetének lektora, majd 1970-től nyilvános rendes tanárrá nevezték ki, 1973–tól 1990-ig vezető tanár.
1983-ban és 1984-ben Új-Zélandon végzett kutatásokat a közép-európai bevándorlók beilleszkedésével kapcsolatosan.

## Művei
- A dunántúli betyárok, 1956
- Angaben zu den abergläubischen Erzählungen aus dem südlichen Burgenland, Eisenstadt, 1965
- Spinnstubenlieder, München-Zürich, 1966
- Zum bäuerlichen Gerätebestand im 19. und 20. Jahrhundert, Bécs, 1969
- Wolfau, Eisenstadt, 1969
- Über die Gemeinsamkeiten der Volkskultur im pannonischen Raum, Eisenstadt, 1973
- Die soziale Lage und das Lied, Bécs, 1975; Tadten, Eisenstadt, 1976
- Zur Volkskultur der Magyaren in der Wart, Oberwart, 1977
- Some Problems of Folktale Research from Burgenland, Austria, 1979
- Monographische Erzählforschung und kleinregionale Kultur, Bécs, 1981
- Minderheiten und Regionalkultur, szerk. [O. Bockhornnal], Bécs, 1981
- Erzählgut der Kroaten aus Stinatz im südlichen Burgenland kroatisch und deutsch [G. Newelkowskyval], Bécs, 1983
- Kire marad a kisködmön? Adatok a burgenlandi uradalmi béresek elbeszélő kultúrájához. - Wer erbt das Jankerl?, Szombathely, 1985
- Közös asztag, közös kalászai, Szombathely, 1986
- Aranymadár. A burgenlandi magyar falvak elbeszélő kultúrája, Szombathely, 1989
- Királydinnyébe léptem, visszaemlékezés, Kecskemét, 1989.